# Zonites
Genre
Zonites est un genre de petits escargots appartenant à la famille des Zonitidae.

## Espèces
Le genre ci-contre regroupe notamment :
- Zonites algirus